# هنري ر. هورسي
هنري ر. هورسي (بالإنجليزية: Henry R. Horsey)‏ هو قاضي ومحامي أمريكي، ولد في 24 أكتوبر 1924 في لويس في الولايات المتحدة، وتوفي في 3 مارس 2016.